# Abdellah Taïa
Abdellah Taïa (ur. w 1973 w Sali) – marokański pisarz, żyjący w Paryżu, dokąd wyemigrował w 1998 roku. Taïa tworzy w języku francuskim, a jego książki tłumaczono na angielski, baskijski, duński, hiszpański i szwedzki.

## Życiorys
Taïa dorastał w wielodzietnej rodzinie w Salé w Maroku z dziewięciorgiem rodzeństwa. Pierwszy kontakt z literaturą Taïa zawdzięczał ojcu, który był dozorcą w bibliotece w Rabacie. Jako nastoletni gej konfrontowany był z homofobicznym nastawieniem lokalnej społeczności. Do momentu emigracji studiował literaturę francuską w Rabacie. W połowie lat dziewięćdziesiątych wyjechał do Szwajcarii, następnie do Paryża, gdzie dokończył studia na Sorbonie.
W 2007 roku dokonał publicznego coming outu w wywiadzie udzielonym magazynowi literackiemu Tel Quel, co wywołało kontrowersje w Maroku.

## Twórczość literacka
Twórczość Taïa dotyczy życia homoseksualistów w nietolerancyjnym społeczeństwie Maroka lat osiemdziesiątych i dziewięćdziesiątych, w którym dorastał, i ma podłoże autobiograficzne. W 2013 roku jego powieść L’armée du salut została zekranizowana pod tym samym tytułem. Abdellah Taïa był autorem scenariusza i reżyserem tego filmu. Dwa lata wcześniej pisarz zagrał epizodyczną rolę we francuskim filmie Tarik El Hob reżyserowanym przez Rémiego Lange.
- L’armée du salut, Seuil, 2006; tłum. ang.: Salvation Army, Semiotext(e)
- Mon Maroc, Séguier 2000; tłum. hiszp.: Mi Marruecos, Editorial Cabaret Voltaire, 2009
- Le rouge du Tarbouche Séguier 2004
- L'armée du salut, Seuil 2006
- Maroc 1900–1960, un certain regard. Actes Sud 2007
- Une mélancolie árabe. Seuil 2008